# Ranking of Kings
Ranking of Kings (jap. 王様ランキング Ōsama rankingu; dosł. „Ranking królów”) – manga autorstwa Sōsuke Tōki, publikowana online za pośrednictwem serwisu Manga Hack od maja 2017. Na podstawie mangi Wit Studio wyprodukowało serial anime, który emitowany był od października 2021 do marca 2022. Spin-off serii, zatytułowany The Treasure Chest of Courage, był emitowany od kwietnia do czerwca 2023.

## Fabuła
Bojji jest małym głuchoniemym księciem, który urodził się tak słaby, że nie jest nawet w stanie władać dziecięcym mieczem. Jednak jako pierworodny syn, ciężko pracuje i marzy o zostaniu największym z królów, mimo że mieszkańcy królestwa nieustannie naśmiewają się z niego, nazywając go bezwartościowym księciem i mówiąc, że nie ma szans, aby został władcą. Pewnego dnia spotyka Kage (cień), ocalałego ze zniszczonego całkowicie klanu zabójców, który rozumie jego słowa, mimo że Bojji nie może mówić ze względu na swoje kalectwo. Historia opowiada o dorastaniu małego księcia, który poznaje nowych przyjaciół i rozpoczyna swoją podróż, by zostać królem.

## Bohaterowie
- Bojji (jap. ボッジ)

Seiyū: Minami Hinata 
- Kage (jap. カゲ)

Seiyū: Ayumu Murase 
- Daida (jap. ダイダ)

Seiyū: Yuki Kaji 
- Hiling (jap. ヒリング Hiringu)

Seiyū: Ayumu Murase 
- Domas (jap. ドーマス Dōmasu)

Seiyū: Takuya Eguchi 
- Bebin (jap. ベビン)

Seiyū: Yōji Ueda 
- Apeas (jap. アピス Apisu)

Seiyū: Hiroki Yasumoto 
- Dorshe (jap. ドルーシ Dorūshi)

Seiyū: Hinata Tadokoro 
- Hokuro (jap. ホクロ)

Seiyū: Daiki Yamashita 
- Bosse (jap. ボッス Bossu)

Seiyū: Kenta Miyake 
- Shiina (jap. シーナ Shīna)

Seiyū: Takako Honda 
- Miranjo/Magiczne lustereczko (jap. 魔法の鏡役 Mahō no kagami)

Seiyū: Maaya Sakamoto 
- Desha (jap. デスハー Desuhā)

Seiyū: Yoshimitsu Shimoyama 
- Ōken (jap. オウケン)

Seiyū: Kōji Yusa 
- Despa (jap. デスパー Desupā)

Seiyū: Takahiro Sakurai 

## Manga
Pierwszy rozdział serii ukazał się w maju 2017 za pośrednictwem serwisu Manga Hack firmy Echoes. Następnie wydawnictwo Enterbrain rozpoczęło zbieranie rozdziałów do wydań w formacie tankōbon, których pierwszy tom ukazał się 12 lutego 2019. Według stanu na 12 czerwca 2025, do tej pory wydano 19 tomów.
| Nr | Data wydania (język japoński) | ISBN (język japoński)  |
| -- | ----------------------------- | ---------------------- |
| 1  | 12 lutego 2019                | ISBN 978-4-04-735517-0 |
| 2  | 12 lutego 2019                | ISBN 978-4-04-735518-7 |
| 3  | 12 kwietnia 2019              | ISBN 978-4-04-735599-6 |
| 4  | 12 czerwca 2019               | ISBN 978-4-04-735684-9 |
| 5  | 10 sierpnia 2019              | ISBN 978-4-04-735719-8 |
| 6  | 12 grudnia 2019               | ISBN 978-4-04-735807-2 |
| 7  | 11 kwietnia 2020              | ISBN 978-4-04-735854-6 |
| 8  | 12 sierpnia 2020              | ISBN 978-4-04-736228-4 |
| 9  | 11 grudnia 2020               | ISBN 978-4-04-736458-5 |
| 10 | 12 kwietnia 2021              | ISBN 978-4-04-736602-2 |
| 11 | 12 sierpnia 2021              | ISBN 978-4-04-736743-2 |
| 12 | 10 grudnia 2021               | ISBN 978-4-04-736868-2 |
| 13 | 12 kwietnia 2022              | ISBN 978-4-04-737007-4 |
| 14 | 12 sierpnia 2022              | ISBN 978-4-04-737154-5 |
| 15 | 12 grudnia 2022               | ISBN 978-4-04-737284-9 |
| 16 | 12 kwietnia 2023              | ISBN 978-4-04-737446-1 |
| 17 | 12 sierpnia 2023              | ISBN 978-4-04-737598-7 |
| 18 | 12 grudnia 2023               | ISBN 978-4-04-737742-4 |
| 19 | 12 czerwca 2025               | ISBN 978-4-04-738454-5 |

## Anime
Adaptacja anime w oparciu o mangę została wyprodukowana przez Wit Studio. Była emitowana od 15 października 2021 do 25 marca 2022 na antenie Fuji TV w bloku Noitamina. Serię wyreżyserował Yōsuke Hatta, scenariusz napisał Taku Kishimoto, postacie zaprojektował Atsuko Nozaki, muzykę zaś skomponował MAYUKO. Prawa do emisji serialu poza Azją nabyło Funimation.
W sierpniu 2022 zapowiedziano serię odcinków specjalnych, zatytułowaną Ranking of Kings: The Treasure Chest of Courage (jap. 王様ランキング 勇気の宝箱 Ōsama Ranking: Yūki no takarabako), która będzie opowiadać historię, niezawartą w oryginalnej serii. Premiera odbyła się 13 kwietnia 2023 w bloku Noitamina stacji Fuji TV. Ostatni odcinek wyemitowano 16 czerwca. Prawa do streamingu serii nabył Crunchyroll.

### Ścieżka dźwiękowa
| Nr             | Tytuł                             | Wykonawcy | Źródło   |
| Czołówka       | Czołówka                          | Czołówka  | Czołówka |
| -------------- | --------------------------------- | --------- | -------- |
| 1              | „BOY”                             | King Gnu  | [ 4 ]    |
| 2              | „Hadaka no yūsha” (jap. 裸の勇者) | Vaundy    | [ 5 ]    |
| 3              | „GOLD”                            | PEOPLE 1  | [ 29 ]   |
| Napisy końcowe |                                   |           |          |
| 1              | „Oz”                              | Yama      | [ 31 ]   |
| 2              | „Flare”                           | Milet     | [ 5 ]    |
| 3              | „Atemonaku”                       | Aimer     | [ 29 ]   |

### Lista odcinków
| №  | Tytuł                                                              | Premiera             |
| -- | ------------------------------------------------------------------ | -------------------- |
| 1  | The Prince’s New Clothes Hadaka no ōji (裸の王子)                  | 15 października 2021 |
| 2  | The Prince and Kage Ōji to kage (王子とカゲ)                       | 22 października 2021 |
| 3  | The New King Atarashii kokuō (新しい国王)                          | 29 października 2021 |
| 4  | His First Journey Hajimete no tabi (初めての旅)                    | 5 listopada 2021     |
| 5  | Intertwining Plots Karamiau inbō (からみあう陰謀)                  | 12 listopada 2021    |
| 6  | The King of the Underworld Meifu no ō (冥府の王)                   | 19 listopada 2021    |
| 7  | The Prince’s Apprenticeship Ōji no deshiiri (王子の弟子入り)       | 26 listopada 2021    |
| 8  | The Sacrifice of Dreams Yume no ikenie (夢のいけにえ)              | 3 grudnia 2021       |
| 9  | The Queen and the Shield Ōhi to tate (王妃と盾)                    | 10 grudnia 2021      |
| 10 | The Prince’s Sword Ōji no ken (王子の剣)                           | 17 grudnia 2021      |
| 11 | Older and Younger Brothers Ani to otōto (兄と弟)                   | 24 grudnia 2021      |
| 12 | The Footsteps of War Tatakai no ashioto (戦いの足音)               | 7 stycznia 2022      |
| 13 | The Kingdom in Turmoil Ōkoku no midare (王国の乱れ)                | 14 stycznia 2022     |
| 14 | The Return of the Prince Ōji no kikan (王子の帰還)                 | 21 stycznia 2022     |
| 15 | The Order of the Underworld Meifu kishidan (冥府騎士団)            | 28 stycznia 2022     |
| 16 | Royal Majesty Ō no igen (王の威厳)                                 | 4 lutego 2022        |
| 17 | The Curse of Immortality Fushi no noroi (不死の呪い)               | 11 lutego 2022       |
| 18 | Battle with the Gods Kamigami to no arasoi (神々との争い)          | 18 lutego 2022       |
| 19 | The Last Bastion Saigo no toride (最後の砦)                        | 25 lutego 2022       |
| 20 | Immortal vs. Invincible “Fujimi” tai ”Muteki” (“不死身” 対 ”無敵”) | 4 marca 2022         |
| 21 | The Swordsmanship of a King Ō no ken (王の剣)                      | 11 marca 2022        |
| 22 | A Promise to the Demon Majin to no yakusoku (魔神との約束)         | 18 marca 2022        |
| 23 | The King and the Sun Ōsama to taiyō (王様と太陽)                   | 25 marca 2022        |